# 小行星8725
小行星8725（英語：8725 Keiko）是一颗围绕太阳公转的小行星。1996年10月5日，安部裕史在八束郡发现了此天体。
这颗小行星的绝对星等为308.16009等。